# MidletPascal
MIDletPascal es un compilador de Pascal e IDE diseñado específicamente para crear software para teléfonos móviles. Genera Java bytecode que se puede ejecutar en cualquier dispositivo Java ME.
El lenguaje es un Pascal muy sencillo y fácil de aprender y dominar en poco tiempo; y las funcionalidades a las que permite tener acceso no son pocas. Desde octubre de 2009 es un proyecto open source (ver Nuevo Website abajo).
Tan solo estudiando la ayuda que trae el IDE es fácil entender la mayoría de los tipos de aplicaciones que se pueden desarrollar y los tipos de controles que se pueden utilizar, menús, botones, listas desplegables, cajas de edición, y el poder acceder a servicios web, mensajería SMS.

## Características
- Genera bytecode de Java de bajo nivel, pequeño y rápido.
- Soporte completo para las especificaciones de Pascal.
- Partes del código se pueden escribir directamente en Java.
- Mensajería SMS.
- Conectividad HTTP.
- Interfaz de usuario (formularios) de apoyo.
- Soporte multimedia.
- IDE fácil de usar.

## ¡Hola mundo!
Debido a que funciona en teléfonos móviles que no tienen consola, el Hola mundo de MIDletPascal es bastante diferente al código en Pascal del Hola mundo.
```
program
 Holamundo;

begin

  DrawText ('¡Hola mundo!', 0, 0);
  Repaint;
  Delay(2000);

end
.
```

## Problemas con antivirus
Las versiones actuales de algunos antivirus (Norton, McAfee,...) ver cualquier clase de archivo generado por MidletPascal como un virus, "Trojan. Redbrowser.A", y automáticamente lo envían a cuarentena de archivos sospechosos.
Esto puede ser un falso positivo, ya que el troyano RedBrowser fue escrito usando la herramienta MidletPascal (véanse las Notas de McAfee ).
Este problema ha sido solucionado desde MIDlet Pascal 3.0 BETA en adelante.